# Centrale thermique de Gibson
La centrale thermique de Gibson est une centrale thermique dans l'État de l'Indiana aux États-Unis.